# مسیمیر
مسیمیر (به عربی: مسیمیر) یک منطقهٔ مسکونی در قطر است که در شهرداری الریان واقع شده‌است. مسیمیر ۲۸٫۵ کیلومتر مربع مساحت دارد ۱۷ متر بالاتر از سطح دریا واقع شده‌است.